# Carlton Centre

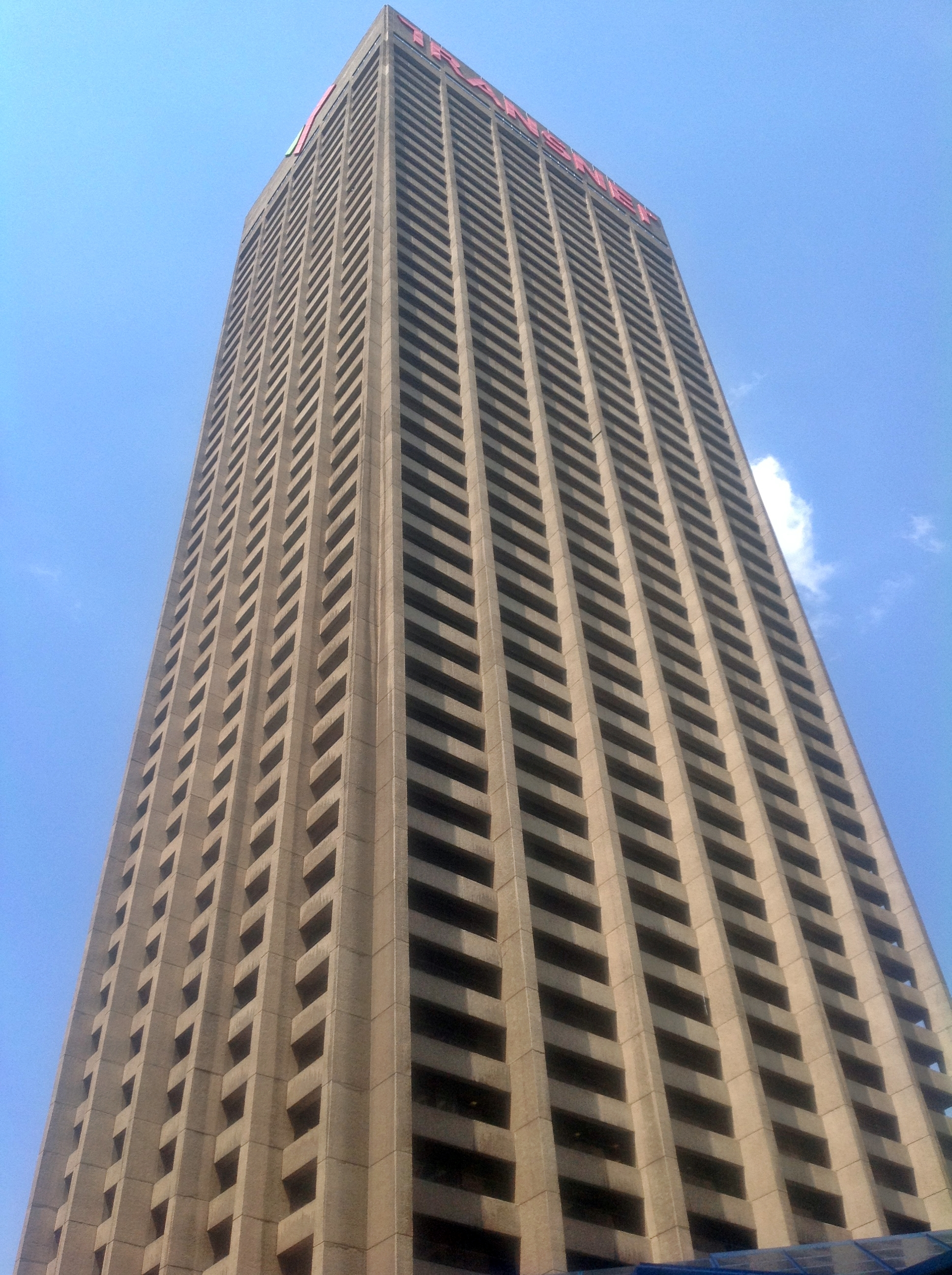

Carlton Centre är en skyskrapa och ett shoppingcenter i Johannesburg.
Byggnaden är 223 meter hög och har 50 våningar. Den är 3 meter för låg för att vara med i topplistan över världens högsta byggnader, men är för närvarande Afrikas högsta.